# Sigma Arietis
Sigma Arietis (σ Arietis förkortat Sigma Ari, σ Ari,) är Bayerbeteckning för en ensam stjärna  i mellersta delen av stjärnbilden Väduren. Den har en  skenbar magnitud på 5,52 och är synlig för blotta ögat där ljusföroreningar ej förekommer. Baserat på parallaxmätningar inom Hipparcos-uppdraget på 6,6 mas befinner den sig på ett beräknat avstånd av ca 490 ljusår (152 parsek) från solen. Den ingår sannolikt i Cassiopeiae Tau OB-föreningen av stjärnor som delar en gemensam rörelse genom rymden.

## Egenskaper
Sigma Arietis är en blå till vit stjärna i huvudserien av spektralklass B7 V. Den har en massa som är ca 3,8 gånger solens massa, en radie som är ca 3 gånger solens radie och avger ca 300 gånger mer energi än solen från dess fotosfär vid en effektiv temperatur på ca 13 100 K. Stjärnan roterar snabbt med en projicerad rotationshastighet på 165 km/s.